# Atenizus simplex
Atenizus simplex är en skalbaggsart som beskrevs av Bates 1884. Atenizus simplex ingår i släktet Atenizus och familjen långhorningar.
Artens utbredningsområde är:
- Honduras.
- Panama.
- Venezuela.

Inga underarter finns listade.